# Den tredje generationen
Den tredje generationen, tyska: Die dritte Generation, är en västtysk film från 1979 i regi av Rainer Werner Fassbinder.

## Handling
Filmen handlar om vad som kan ligga bakom den ökande säkerheten och terrorismen i Tyskland under Röda armé-fraktionens andra generation. Den första tredjedelen av filmen är en komedi om hur en terrorgrupp agerar, för att sedan bli bistrare och kritisk när gruppen lekfullt dödar en bankman vid ett rån. En kontroversiell del handlar om samarbetet mellan tyska terrorister och affärsmän.

## Om filmen
Filmen är inspelad i Berlin och hade världspremiär den 13 maj 1979 vid filmfestivalen i Cannes och svensk premiär tio år senare, den 20 oktober 1989 på biograf Spegeln i Malmö. Åldersgränsen i Sverige är 15 år.

## Rollista
- Harry Baer - Rudolf Mann
- Hark Bohm - Gerhard Gast
- Margit Carstensen - Petra Vielhaber
- Eddie Constantine - P. J. Lurz
- Udo Kier - Edgar Gast
- Hanna Schygulla - Susanne Gast
- Rudi Dutschke - sig själv (arkivbilder)